# Sebastian Øberg Nielsen
Sebastian Øberg Nielsen er en dansk sanger. Sammen med musikgruppen SEB vandt han både dansk og nordisk MGP 2006 med sangen "Tro på os to".
Sebastian har optrådt flere gange før MGP. Da han var 11 år deltog han i Scenen er din, men var ét point fra at vinde.
Sebastian har genstiftet SEB, sammen med vennen Thomas Drachmann på trommer og Tim Bräuner på bas. SEB skrev efterfølgende kontrakt med Copenhagen Records.